# Clastoptera uniformia
Clastoptera uniformia är en insektsart som beskrevs av Doering 1929. Clastoptera uniformia ingår i släktet Clastoptera och familjen Clastopteridae. Inga underarter finns listade i Catalogue of Life.